# Баликча
Баликча (рос. Балыкча) — село Улаганського району, Республіка Алтай Росії. Входить до складу Челушманського сільського поселення.
Населення — 849 осіб (2015 рік).